# 蓬费拉迪纳体育协会
蓬费拉迪纳体育协会（西班牙語：Sociedad Deportiva Ponferradina），是西班牙蓬费拉达市的一个足球俱乐部。该队现参加西班牙足球乙级联赛。